# The Seventh Life Path
The Seventh Life Path è il settimo album in studio del gruppo musicale gothic metal Sirenia, pubblicato il 28 aprile 2015 dalla Napalm Records.

## Tracce
1. Seti – 2:05
2. Serpent – 6:31
3. Once my light – 7:21
4. Elixir – 5:45
5. Sons of the North – 8:16
6. Earendel – 6:14
7. Concealed Disdain – 6:11
8. Insania – 6:39
9. Contemptuous Quitus – 6:29
10. The Silver Eye – 7:29
11. Tragedienne – 4:54